# Метцдорф, Рихард
Рихард Метцдорф (Мецдорф, нем. Richard Metzdorff; 28 июня 1844, Данциг — 15 июня 1919) — немецкий композитор, дирижёр и музыкальный педагог. Сын Густава Метцдорфа.
Учился в Берлине у Ф. Гейера, З. Дена и Ф. Киля. Затем, с открытием в 1861 г. Музыкальных классов Русского музыкального общества (РМО), которые в 1862 году были преобразованы в Санкт-Петербургскую консерваторию, приехал учиться в Россию, поскольку там в это время начал преподавать его отец. Был одноклассником П. И. Чайковского; по описанию Германа Лароша, Метцдорф был «рослый и стройный брюнет с длинными кудрями, сильно картавивший и носивший пенсне, <…> бойко и бегло играл на фортепиано и на скрипке, сочинял какие-то оркестровые пьесы, имел в портфеле готовую сонату для фортепиано и скрипки и вообще во многих отношениях мог сравнительно с нами считать себя профессором, <…> находился в каком-то Sturm und Drang Period’e, был страшно самоуверен, всё твердил о Рихарде Вагнере, метил в гении» и через два года навсегда уехал обратно в Германию.
Работал как дирижёр в Дюссельдорфе, Брауншвейге, Берлине, Нюрнберге, в 1876 г. гастролировал в России и Румынии. Затем долгое время работал в Ганновере как фортепианный педагог (среди его учеников, в частности, Фридрих Ребок), в 1914 году вернулся в Берлин.
Автор опер «Розамунда» (нем. Rosamunde; 1875, Веймар) и «Хагбарт и Сигне» (нем. Hagbarth und Signe; 1893, Веймар) — премьерой второй из них дирижировал молодой Рихард Штраус, отозвавшийся о ней как о «капельмейстерской музыке». Также написал балладу «Госпожа Алиса» (нем. Frau Alice) для контральто, хора и оркестра, три симфонии, два скрипичных концерта (второй, Симфонический концерт Op. 48, посвящён Р. Сале), увертюру «Король Лир», несколько камерных ансамблей, фортепианные пьесы, песни. Публиковал также фортепианные переложения оперных партитур.